# 萩原なつ子
萩原 なつ子（はぎわら なつこ、1956年 -  ）は、日本の社会学者。博士（学術）。専門は環境社会学、ジェンダー研究、非営利組織論。
独立行政法人国立女性教育会館理事長、文部科学省中央教育審議会委員。

## 経歴
山梨県生まれ。明治学院大学文学部英文学科および社会学部社会学科卒業。お茶の水女子大学大学院家政学研究科修了。
トヨタ財団アソシエイト・プログラムオフィサー、東横学園女子短期大学助教授、宮城県環境生活部次長、武蔵工業大学助教授などを経て、立教大学社会学部教授・立教大学大学院21世紀社会デザイン研究科教授。日本NPOセンター代表理事。2019年文部科学省中央教育審議会委員。2022年国立女性教育会館長。
博士論文では多くの市民活動団体を分析し、2009年、『市民力による知の創造と発展-身近な環境に環する市民研究の持続的展開』（東信堂）として刊行。

## 著書・訳書

### 著書
- 『それ行け!YABO-こどもとエコロジー』　リサイクル文化社、1990年
- 『生活環境論（生活科学シリーズ11）』（共著）　同文書院、1996年
- 『講座 環境社会学 環境運動と政策のダイナミズム』（共著）　有斐閣、2001年
- 『ジェンダーで学ぶ文化人類学』（共著）　世界思想社、2005年
- 『市民力による知の創造と発展-身近な環境に環する市民研究の持続的展開』　東信堂、2009年

### 訳書
- マレイ・ブクチン　『エコロジーと社会』（藤堂麻理子・戸田清との共訳）　白水社、1996年